# Краснофлотский переулок (Павловск)
Краснофло́тский переулок — переулок в городе Павловске Пушкинского района Санкт-Петербурга. Проходит от 1-й Краснофлотской улицы до Пограничной Фёдоровской дороги.
Первоначальное название — Матро́сский переулок. Оно известно с 1830-х годов. Дано по Матросской слободе, по которой проходила. В слободе жили представители инвалидной команды матросов, нёсшие хозяйственную и сторожевую службу. Существовали также три Матросские улицы — 1-я (ныне 1-я Краснофлотская улица), 2-я (2-я Краснофлотская улица) и 3-я (улица Профессора Молчанова).
Примерно в 1918 году переулок переименовали в Краснофлотский одновременно с переименованием всех трёх Матросских улиц в 1—3-ю Краснофлотские, поскольку тогда же в стране ввели звание краснофлотца вместо матросов.
В 1960-х годах Краснофлотский переулок продлили от нынешней улицы Профессора Молчанова до Колхозной улицы (нынешняя Пограничная Фёдоровская дорога).

## Перекрёстки
- 1-я Краснофлотская улица (перекрёсток с дорогой-кольцом, который планируется назвать площадью Академика Рыкачёва[2])
- 2-я Краснофлотская улица
- улица Профессора Молчанова
- улица Анны Зеленовой
- улица Дзержинского
- Проектируемая улица
- Пограничная Фёдоровская дорога